# Guadalupe los Capulines
Guadalupe los Capulines är en ort i Mexiko.   Den ligger i kommunen Ziltlaltépec de Trinidad Sánchez Santos och delstaten Tlaxcala, i den sydöstra delen av landet, 130 km öster om huvudstaden Mexico City. Guadalupe los Capulines ligger 2 619 meter över havet och antalet invånare är 106.
Terrängen runt Guadalupe los Capulines är huvudsakligen kuperad, men åt nordost är den platt. Runt Guadalupe los Capulines är det tätbefolkat, med 276 invånare per kvadratkilometer. Närmaste större samhälle är Amozoc de Mota, 18,8 km sydväst om Guadalupe los Capulines. Trakten runt Guadalupe los Capulines består till största delen av jordbruksmark.